# Ronald « Ronnie » Gardocki
L'inspecteur Ronald « Ronnie » Gardocki est un personnage de fiction de la série télévisée The Shield, il est inspecteur de police et fait partie de la brigade de choc (Strike team). Il est interprété par l'acteur américain David Rees Snell.
Personnage mystérieux, il prend plus d'ampleur au fil des épisodes et des saisons. Ronnie est apparemment le spécialiste de l'électronique de la bande, c'est lui qui s'occupera par exemple de pirater le code du coffre d'Aceveda, de placer des caméras dans les véhicules de suspects et de Shane ou encore de contrôler les mouchards dans le « foyer » mis en place par les affaires internes.